# Bangangté
Bangangté ist die Hauptstadt des Bezirks Ndé in der Region Ouest, im Westen Kameruns. Die Gemeinde liegt 30 Kilometer südlich von Bafoussam an der Nationalstraße N4.
Bangangté ist die Heimat der Bamileke und Sitz eines Häuptlings, des Fon.

## Bildung
Die Privatuniversität Université des Montagnes verfügt über die Fakultäten „Gesundheitswissenschaften“ und „Wissenschaft und Technologie“ sowie ein Institut für Afrikastudien. 

## Persönlichkeiten
- Célestine Ketcha Courtès (* 1964), Politikerin und Geschäftsfrau, Bürgermeisterin von Bangangté
- Louis Pergaud (* 1950), Boxer
- Augustine Simo (* 1978), Fußballspieler

## Weblinks

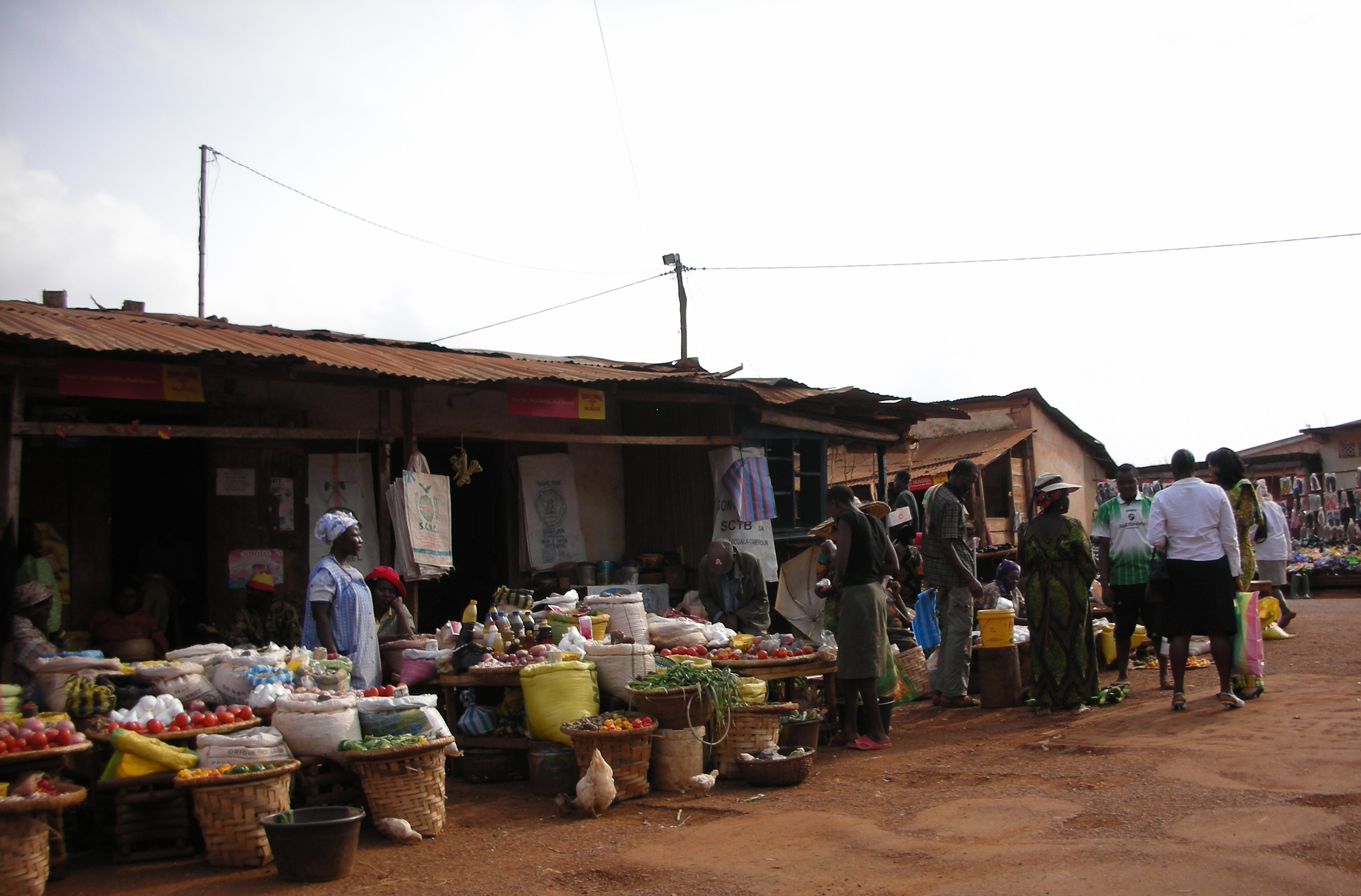
Markt in Bangangté